# Бергамаско
Бергамаско, Берґамаско (італ. Bergamasco, п'єм. Bergamasch) — муніципалітет в Італії, у регіоні П'ємонт, провінція Алессандрія.
Бергамаско розташоване на відстані близько 470 км на північний захід від Рима, 70 км на південний схід від Турина, 16 км на південний захід від Алессандрії.
Населення — 753 особи (2014).
Щорічний фестиваль відбувається 25 липня та 8 вересня. Покровитель — San Giacomo.

## Демографія
Населення за роками:

Станом на 1 січня 2023 року в муніципалітеті офіційно проживало 36 іноземців з 11 країн, серед них 21 громадянин країн Євросоюзу.

## Сусідні муніципалітети
- Бруно
- Карентіно
- Кастельнуово-Бельбо
- Інчиза-Скапаччино
- Овільйо